# 迪特里希·布克斯特胡德
迪特里希·布克斯特胡德（德語：Dieterich Buxtehude，發音：[ˈdiːtəʁɪç bʊkstəˈhuːdə]；1637年—1707年5月9日），巴洛克時期德國－丹麥裔作曲家及风琴手。他的出生地備受爭議，一般認為他出生於1637年的赫爾辛堡。他承認丹麥為他的祖國。
1668年，布克斯特胡德受聘为吕贝克玛丽教堂的管风琴师，自此，他开始驰名全欧。
1673年，他创办了“晚间音乐崇拜”，每年圣诞节前五个星期日连续举行，场面盛大。又传说称，J.S.巴赫年轻时曾慕名从200英里外徒步前往聆听其演奏，足见布克斯特胡德当时名声之隆。
他的很多管风琴作品影响了后来巴赫的创作，而他的声乐作品（大多为宗教内容）也在音乐史上十分重要。